# Leopold Landsberg
Leopold (vel Liber) Landsberg (10 de junho de 1861 Varsóvia – 4 de junho de 1935 Lodz). Industrial. 
Filho de Mendel Landsberg e Laja Lewin. Em 1885 abriu um cotonifício em Lodz. Em 1905 contava  com cerca de 70 colaboradores empregados. Produzia tecidos para vestuário feminino e seu faturamento chegou à casa dos  300.000 rublos. Na 1ª guerra mundial a sua produção era vendida no mercado russo, e após, sob o nome de "Companhia Moinho Textil de Produtos de Lã", a fábrica mudou-se. Nos anos 1920 contava com aproximadamente 100 trabalhadores contratados e a produção era distribuída no mercado polonês. Junto com sua esposa comprou um prédio. Antes da 1ª guerra mundial era tesoureiro da União das manufaturas de Lodz, após a guerra também era membro da junta de auditoria das fábricas de roupas em Tomaszów e presidente da associação de cuidados para os doentes. 
Está sepultado no Cemitério de Bracka (lado esquerdo, seção D, túmulo 107). Casado com Sara Salomea Hirszberg (25 de abril de 1861 Pilica – 30 de janeiro de 1944 Gueto de Łódź), filha de Juda e Raiza Birnbaum, enterrada no mesmo cemitério ao lado do marido,  no túmulo 106.